# Hochfirst (Ötztaler Alpen)
Der Hochfirst (auch Hoher First) ist ein 3403 m ü. A. hoher Berg im Gurgler Kamm der Ötztaler Alpen.

## Lage und Umgebung
Der Hochfirst befindet sich im Kamm zwischen dem Gurgler Tal und dem vom inneren Passeiertal abzweigenden Seebertal. Die bedeutendsten Gipfelpunkte im weiteren Kammverlauf sind im Südwesten die annähernd gleich hohe Liebenerspitze (3399 m) und im Norden der Granatenkogel (3318 m). Über den Gipfel des Hochfirst verläuft die Grenze zwischen Italien und Österreich bzw. zwischen der Provinz Südtirol und dem Bundesland Tirol. Die nächstgelegenen Ortschaften sind Pfelders, Rabenstein und Gurgl. Auf Südtiroler Seite sind die Bergflanken im Naturpark Texelgruppe unter Schutz gestellt.

## Name
Der Hochfirst ist 1754 erstmals erwähnt („das höchste Joch in Tirol, der Fürst genannt“). Die Deutung des Namens ist nicht vollends klar. Egon Kühebacher vermutete, dass der Gipfel als höchster Punkt des mit einem Dachfirst verglichenen Bergkamms benannt wurde. Eine andere Deutung verweist auf dem Umstand, dass der Hochfirst einst den Grenzpunkt dreier Fürstbistümer bildete (Pfelders gehörte zum Bistum Chur, Rabenstein zum Bistum Trient und Gurgl zum Bistum Brixen).